# 名古屋玄医
名古屋 玄医（なごや げんい、寛永5年3月21日〈1628年4月20日〉 ‐ 元禄9年4月18日〈1696年5月18日〉）は、江戸時代前期の医師である。古医方の祖として知られる。字は閲甫または富潤。号は丹水子、宜春庵、桐渓。姓は名護屋とも表記される。

## 経歴・人物
京都に生まれる。初め儒学の経書を羽川宗純に学んだ。
後に、明の喩嘉言が著した『傷寒尚論』等を読み医学を志した。この事によって、当時盛んだった五世派の李朱医学を排し、張仲景の『傷寒論』を参考にして古医方を唱えた。晩年は手足の不随等に苦しんだが、多くの医学に関する著書を著した。
代表の著書に『難経註疏』『医方問余』等があった。